# Erzbistum Ravenna-Cervia
Das Erzbistum Ravenna-Cervia (lateinisch Archidioecesis Ravennatensis-Cerviensis, italienisch Arcidiocesi di Ravenna-Cervia) ist eine in der Kirchenregion Emilia-Romagna in Italien gelegene römisch-katholische Diözese mit Sitz in Ravenna. Die Kathedrale der Erzdiözese ist der Dom von Ravenna.

## Geschichte
Das Bistum wurde im 1. Jahrhundert gegründet und im 5. Jahrhundert zum Erzbistum erhoben. Das Erzbistum wurde am 30. September 1986 mit dem seit dem 6. Jahrhundert bestehenden Bistum Cervia vereinigt, mit dem bereits seit dem 7. Januar 1909 eine Personalunion, ab dem 22. Februar 1947 aeque principaliter, bestand.